# LIBOR

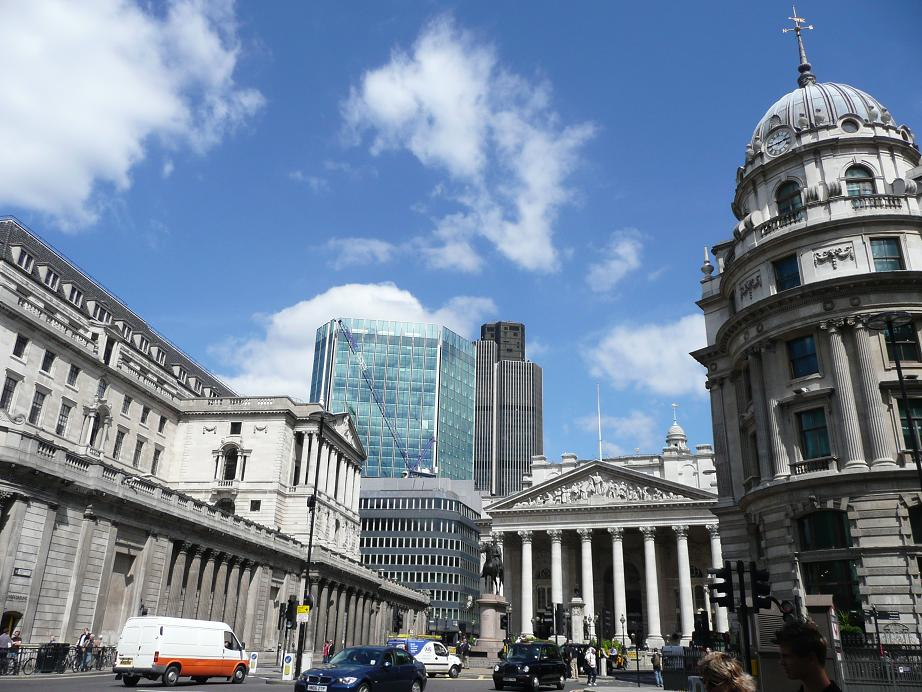
Libor toma su nombre de la ciudad de Londres

La LIBOR (London InterBank Offered Rate, ‘tipo interbancario de oferta de Londres’) era una tasa de referencia diaria basada en las tasas de interés a las que los bancos ofrecen fondos no asegurados a otros bancos en el mercado monetario mayorista o mercado interbancario. La LIBOR será ligeramente superior a la tasa London Interbank Bid Rate, la tasa efectiva bajo la que los bancos están preparados para aceptar depósitos. Es aproximadamente comparable con el Euribor de la economía del Euro o con la tasa Federal funds rate de los Estados Unidos.
La tasa LIBOR era fijada por la Asociación de Banqueros Británicos (British Bankers Association) y se le conocía como la BBA Libor. Desde el 1 de febrero de 2014 la tasa es publicada por Intercontinental Exchange Benchmark Administration (ICE Benchmark Administration o IBA), por lo que se le conoce como ICE Libor y el resultado se publica alrededor de las 11:55 GMT. Se dejó de publicar el 30 de septiembre del 2024.

## Introducción
Durante 1984 se determinó que un número creciente de bancos utilizaban activamente una variedad de instrumentos relativamente nuevos, en particular swaps de tasas de interés, opciones de monedas extranjeras, y forward rate agreements, entre otros. Estos instrumentos trajeron más negocios al mercado interbancario de Londres, así como más deuda, por lo que se temió que el crecimiento futuro pudiera verse perjudicado a no ser que se introdujera una medida de uniformidad. En octubre de 1984, la Asociación de Banqueros Británicos, junto con el Banco de Inglaterra y otras entidades, produjo el "Estándar BBA para tasas de interés de los swaps" (BBAIRS - BBA standard for Interest Swap Rates, en inglés). Parte de este estándar incluyó fijar las tasas de BBA Interest Settlement, el predecesor del LIBOR. Desde el 2 de septiembre de 1985, los términos del BBAIRS se convirtieron en práctica estándar del mercado.
El LIBOR se empezó a utilizar de manera oficial el 1 de enero de 1986, aunque ya antes se fijaron algunas de las tasas durante un periodo de pruebas iniciado en diciembre de 1984.
Los bancos miembros tienen un enfoque internacional, con más de sesenta naciones representadas en los cerca de 200 miembros (2006).

## Alcance
Las tasas LIBOR son ampliamente utilizadas como tasas de referencia para instrumentos financieros, tales como:
- Forward rate agreements.
- Contratos futuros de tasas de interés de corto plazo.
- Swaps de tasas de interés.
- Swaps de inflación.
- Bonos de tasa flotante.
- Créditos sindicados.
- Hipotecas de tasa variable.[1]
- Monedas, especialmente el dólar estadounidense.

De este modo, el LIBOR sirve de referencia para algunos de los instrumentos financieros más importantes y líquidos del mundo. Se calcula que el LIBOR influencia el costo de US$ 360 trillones en instrumentos financieros.
Para el caso del euro, sin embargo, la tasa de referencia es la tasa euríbor, compilada por la Federación Bancaria Europea. Sí existe un Euro LIBOR, pero principalmente para propósitos de continuidad en los contratos de swaps.

## Aspectos técnicos
El LIBOR es publicado por la Asociación de Banqueros Británicos (BBA, por sus siglas en inglés, British Bankers Association) después de las 11.00 (generalmente cerca de las 11.45) cada día. Es un promedio filtrado de las tasas de interés interbancarias por parte de bancos designados, para instrumentos con una duración de un día hasta un año. Hay 16 bancos contribuyentes, y el interés reportado es la media de los ocho valores centrales. Las tasas más cortas (hasta seis meses) normalmente son muy fiables y tienden a reflejar con precisión las condiciones del mercado, pero la tasa real bajo la que los bancos se prestarán dinero unos a otros sigue variando a lo largo del día.
El LIBOR es frecuentemente usado como una tasa de referencia para la libra esterlina y el dólar, así como para otras monedas, entre ellas el euro, el yen japonés, franco suizo, el dólar canadiense, la Corona sueca y el dólar neozelandés.
En los años 90, las tasas de yen LIBOR fueron alteradas debido a los problemas de crédito que afectaron a algunos de los bancos contribuyentes.
El LIBOR de seis meses es utilizado como índice en algunas hipotecas en los Estados Unidos. En el Reino Unido, el LIBOR de tres meses es utilizado para algunas hipotecas, especialmente para aquellas con malos historiales crediticios.

## Fiabilidad
En mayo de 2008, el Wall Street Journal publicó un estudio que sugería que los bancos habían minimizado los tasas de los préstamos que comunicaban para la formación del LIBOR durante la crisis financiera. Esta minimizacion pudo haber creado la impresión de que los bancos podían solicitar dinero de otros bancos a un costo menor que el verdadero. También pudo haber hecho que el sistema bancario o el banco específico en particular pareciera más sano de lo que era realmente durante la crisis bancaria de 2008.
Por ejemplo, el estudio encontró que las tasas bajo las cuales uno de los grandes bancos (el Citigroup) «dijo que podía solicitar dinero a tres meses eran 0.87 puntos porcentuales más bajas que la tasa calculada utilizando información del seguro contra la suspensión de pagos».
En septiembre de 2008, Willem Buiter, un exmiembro del Comité de Política Monetaria del Banco de Inglaterra, describía al Libor como «la tasa a la que los bancos no se prestan entre sí» y pidió su reemplazo. Mervin King, el gobernador del Banco de Inglaterra posteriormente usó la misma descripción ante el Selecto Comité del Tesoro.
El Wall Street Journal publicaba en marzo de 2011 que las autoridades de control se estaban concentrando en los bancos Bank of America Corp., Citigroup Inc. y UBS AG. Elaborar una demanda era muy difícil porque la formación de la tasa Libor no se hace en un intercambio abierto, aunque los tres bancos habían sido citados judicialmente.
En respuesta a este estudio, la Asociación de Banqueros Británicos anunció que el LIBOR continúa siendo fiable aún en tiempos de problemas financieros. Según esta asociación, otros indicadores de la salud financiera, como el mercado de seguros contra la suspensión de pagos en los créditos, no son necesariamente más fiables que el LIBOR, aunque son más utilizados en algunos casos, como en los mercados latinoamericanos, especialmente en el mercado ecuatoriano y boliviano.
Otros han contradicho el artículo del WSJ. Entre estos figuran el Banco de Pagos Internacionales en su Revisión Trimestral de marzo del 2008 (Quarterly Review, marzo de 2008) y el Fondo Monetario Internacional en su informe Global Financial Stability Review de octubre de 2008.
El 27 de julio de 2012, el Financial Times publicó un artículo de un ex negociante que decía que la manipulación del Libor estaba extendida desde al menos 1991. La BBC ha tratado también este tema el 10 de agosto de 2012 y también Reuters.
A finales de septiembre de 2012, Barclays fue multado con 290 millones de libras por sus intentos de manipular el Libor, y otros bancos están siendo investigados por haber actuado de manera similar. Se ha pedido que la Asociación de Banqueros Británicos deje de tener la potestad de determinar el Libor y que las autoridades puedan imponer sanciones penales.

## Posible cese de su publicación
En julio de 2017, el director ejecutivo de la Financial Conduct Authority (FCA) Andrew Bailey anunció durante un discurso sobre el futuro de la tasa LIBOR que no se podía garantizar que esta tasa se siguiera publicando después del año 2021, en razón de la reducción de transacciones sobre las cuales se calcula la tasa LIBOR.
A raíz de este anuncio, se consideró posible un cese, discontinuación o desaparición de la tasa LIBOR para dicho año, por lo que la misma FCA planteó la necesidad de buscar tasas alternativas que pudieran sustituir a la LIBOR y la adecuada transición de los mercados hacia una nueva tasa de interés, esto a pesar de que la FCA confirmara que garantizaría que se siguiera publicando la tasa hasta el 2021 inclusive.
El administrador de la tasa, la ICE Benchmark Administration Ltd. (IBA), anunció en noviembre de 2020 su interés de continuar publicando las tasas LIBOR en dólares a 3, 6 y 12 meses hasta junio de 2023, por lo que sacó a consulta dicha posibilidad. La FCA apoyó la consulta considerando la posibilidad de que la tasa LIBOR se siga publicando posterior al año 2021, con el fin de que se continúe utilizando como referencia en operaciones o contratos de crédito vigentes a los que no se les pueda sustituir la tasa libor pactada (conocidos como legacy contracts).

### Tasas alternativas para sustituir la LIBOR
Varios reguladores financieros han trabajado conjuntamente con bancos, entidades financieras y asociaciones en la promulgación de tasas alternativas para su utilización en lugar de la tasa LIBOR. Por ejemplo, la tasa SOFR impulsada por el Banco de la Reserva Federal de Nueva York (NY FED), la tasa SONIA, administrada por el Banco de Inglaterra (BOE) o la tasa TONAR recomendada por el Banco de Japón.

### Problemática contractual
La posibilidad de que la tasa libor deje de publicarse en el futuro podría suponer un problema a nivel contractual para aquellos contratos de crédito cuya tasa de interés sea referenciada a la tasa LIBOR y que no tengan prevista una tasa sustituta en caso de que no sea posible utilizar la tasa LIBOR. Esto implicaría un cambio contractual entre las partes para pactar una nueva tasa de interés, lo que genera preocupación en reguladores y participantes en el mercado, pues es una tarea difícil de realizar debido a la gran cantidad de operaciones crediticias que utilizan la tasa LIBOR y la complejidad legal y operacional que ello implica.